# Гебари (Вранча)
Гебари (рум. Ghebari) насеље је у Румунији у округу Вранча у општини Палтин. Oпштина се налази на надморској висини од 627 m.

## Становништво
Према подацима из 2002. године у насељу је живело 84 становника, од којих су сви румунске националности.